# Aldrina

La Aldrina (nombre químico: 1,2,3,4,10,10-hexacloro-l,4,4a,5,8,8a-hexahidro-exo-l,4-endo-5,8- Dimetanonaftaleno) es un plaguicida prohibido, en todas sus formulaciones y usos, por el Convenio de Róterdam, por ser dañino para la salud humana y el medio ambiente.

## Resumen de la prohibición
La Aldrina fue excluida de la lista de sustancias activas autorizadas para el uso en productos comestible en 1969 bajo la Ley para protección contra plagas y pestes. Prohibida la producción, uso y comercialización de todos los cultivos plantas que contengan Aldrina
.
La aldrina está designada como un producto químico CFP.
también aparece en la lista de 167 insumos prohibidos para la certificación de fincas por ser agente nocivo para la agricultura sostenible.

## Peligros y riesgos conocidos respecto a la salud humana
La aldrina es un plaguicida organoclorado de alta toxicidad para los mamíferos y no mamíferos, por la bioacumulación de residuos en la cadena alimentaria y en los tejidos humanos. Es persistente y bioacumulativo.

## Peligros y riesgos conocidos respecto al medio ambiente
Aumenta los residuos en agua y terreno, bioacumulación en la cadena alimentaria.

## Síntesis
La aldrina se puede formar a partir de la reacción de Diels-Alder de hexacloro-1,3-ciclopentadieno con norbornadieno. La aldrina puede servir como sustrato en la síntesis de la dieldrina cuando se le somete a una epoxidación con un peroxiácido tal como ácido peracético tal y como se muestra a continuación.

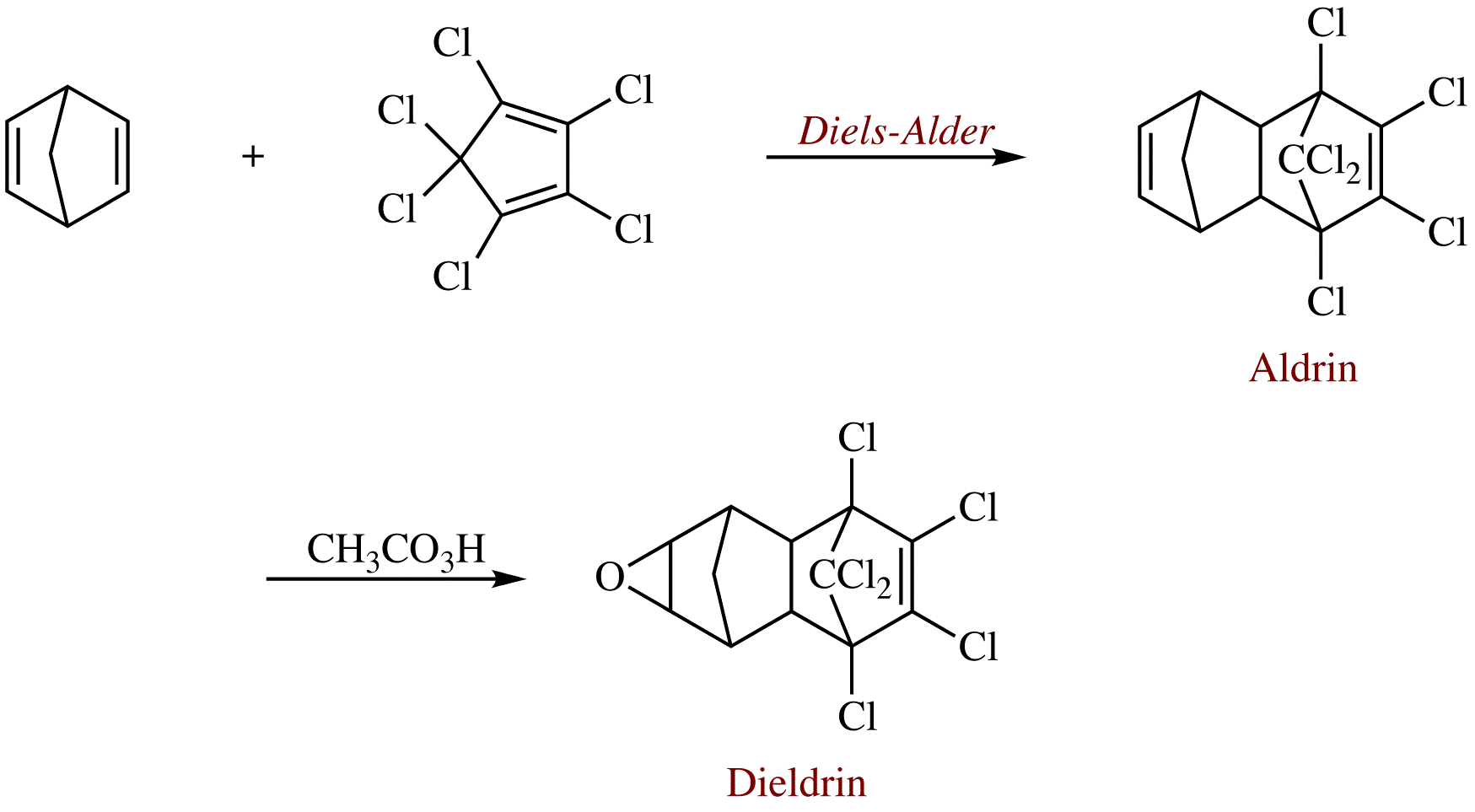
Síntesis de la dieldrina